# Formuła 3000 Sezon 2002
Formuła 3000 Sezon 2002 – osiemnasty sezon Formuły 3000. Rozpoczął się 30 marca na torze Autódromo José Carlos Pace w Brazylii, a zakończył 14 września we Włoszech, na torze Autodromo Nazionale di Monza. Tytuł w klasyfikacji kierowców zdobył Francuz Sébastien Bourdais, a wśród zespołów – brytyjska ekipa Arden International.

## Lista startowa
Źródło: speedsport-magazine.com

| Zespół                  | No. | Zawodnik            | Rundy     |
| ----------------------- | --- | ------------------- | --------- |
| Coca-Cola Nordic Racing | 1   | Ryan Briscoe        | 1-7       |
| Coca-Cola Nordic Racing | 1   | Thed Björk          | 8-12      |
| Coca-Cola Nordic Racing | 2   | Zsolt Baumgartner   | Wszystkie |
| Petrobras Junior Team   | 3   | Antônio Pizzonia    | Wszystkie |
| Petrobras Junior Team   | 4   | Ricardo Sperafico   | Wszystkie |
| Super Nova Racing       | 5   | Tiago Monteiro      | Wszystkie |
| Super Nova Racing       | 6   | Sébastien Bourdais  | Wszystkie |
| Red Bull Junior Team    | 9   | Patrick Friesacher  | Wszystkie |
| Red Bull Junior Team    | 10  | Ricardo Maurício    | Wszystkie |
| Team Astromega          | 14  | Mário Haberfeld     | Wszystkie |
| Team Astromega          | 15  | Rob Nguyen          | Wszystkie |
| European Minardi F3000  | 16  | Alexandre Sperafico | 1-9       |
| European Minardi F3000  | 16  | Justin Keen         | 10-12     |
| European Minardi F3000  | 17  | David Saelens       | 1-5       |
| European Minardi F3000  | 17  | Alex Müller         | 6-9       |
| European Minardi F3000  | 17  | Kristian Kolby      | 10-12     |
| Arden International     | 18  | Björn Wirdheim      | Wszystkie |
| Arden International     | 19  | Tomáš Enge          | Wszystkie |
| Durango Formula         | 20  | Alex Müller         | 1-5       |
| Durango Formula         | 20  | Derek Hill          | 6-12      |
| Durango Formula         | 21  | Rodrigo Sperafico   | Wszystkie |
| Coloni F3000            | 24  | Enrico Toccacelo    | Wszystkie |
| Coloni F3000            | 25  | Giorgio Pantano     | Wszystkie |
| PSM Racing Line         | 26  | Tony Schmidt        | Wszystkie |
| PSM Racing Line         | 27  | Nicolas Kiesa       | Wszystkie |

## Kalendarz wyścigów
Źródło: speedsport-magazine.com
| Runda | Tor                           | Data        | Pole Position      | Najszybsze okrążenie | Zwycięzca (kierowcy) | Zwycięzca (zespoły)   |
| ----- | ----------------------------- | ----------- | ------------------ | -------------------- | -------------------- | --------------------- |
| 1     | Autódromo José Carlos Pace    | 30 marca    | Sébastien Bourdais | Sébastien Bourdais   | Ricardo Sperafico    | Petrobras Junior Team |
| 2     | Autodromo Enzo e Dino Ferrari | 13 kwietnia | Sébastien Bourdais | Giorgio Pantano      | Sébastien Bourdais   | Super Nova Racing     |
| 3     | Circuit de Catalunya          | 27 kwietnia | Sébastien Bourdais | Sébastien Bourdais   | Giorgio Pantano      | Coloni F3000          |
| 4     | A1-Ring                       | 11 maja     | Tomáš Enge         | Tomáš Enge           | Tomáš Enge           | Arden International   |
| 5     | Circuit de Monaco             | 25 maja     | Sébastien Bourdais | Tomáš Enge           | Sébastien Bourdais   | Super Nova Racing     |
| 6     | Nürburgring                   | 22 czerwca  | Sébastien Bourdais | Tomáš Enge           | Sébastien Bourdais   | Super Nova Racing     |
| 7     | Silverstone Circuit           | 6 lipca     | Tomáš Enge         | Tomáš Enge           | Tomáš Enge           | Arden International   |
| 8     | Circuit de Nevers Magny-Cours | 20 lipca    | Tomáš Enge         | Tomáš Enge           | Tomáš Enge           | Arden International   |
| 9     | Hockenheimring                | 27 lipca    | Giorgio Pantano    | Ricardo Sperafico    | Giorgio Pantano      | Coloni F3000          |
| 10    | Hungaroring                   | 17 sierpnia | Tomáš Enge         | Ricardo Sperafico    | Enrico Toccacelo     | Coloni F3000          |
| 11    | Circuit de Spa-Francorchamps  | 31 sierpnia | Sébastien Bourdais | Sébastien Bourdais   | Giorgio Pantano      | Coloni F3000          |
| 12    | Autodromo Nazionale di Monza  | 14 września | Björn Wirdheim     | Giorgio Pantano      | Björn Wirdheim       | Arden International   |

## Klasyfikacja kierowców
Źródło: speedsport-magazine.com

Punktacja:

Wyścig: 10-6-4-3-2-1 (sześć pierwszych pozycji)
| Legenda oznaczeń w tabelach wyników Wyświetl szablon na nowej stronie | Legenda oznaczeń w tabelach wyników Wyświetl szablon na nowej stronie                                                                     |
| Oznaczenie                                                            | Wyjaśnienie |
| --------------------------------------------------------------------- | --- |
| Złoty                                                                 | Zwycięzca lub mistrzostwo |
| Srebrny                                                               | 2. miejsce lub wicemistrzostwo |
| Brązowy                                                               | 3. miejsce lub II wicemistrzostwo |
| Zielony                                                               | Ukończył, punktował (w klasyfikacji generalnej, gdy zdobył co najmniej jeden punkt na przestrzeni sezonu, poza trzema powyższymi opcjami) |
| Niebieski                                                             | Ukończył, nie punktował (w klasyfikacji generalnej, gdy nie zdobył co najmniej jednego punktu na przestrzeni sezonu)                      |
| Czerwony                                                              | Nie zakwalifikował się (NZ) |
| Czerwony                                                              | Nie prekwalifikował się (NPK) |
| Różowy                                                                | Nie ukończył (NU) |
| Różowy                                                                | Niesklasyfikowany (NS) (w klasyfikacji generalnej, gdy nie został sklasyfikowany w żadnym wyścigu sezonu)                                 |
| Czarny                                                                | Zdyskwalifikowany (DK) |
| Czarny                                                                | Wykluczony (WYK/EX) |
| Biały                                                                 | Nie wystartował (NW) |
| Biały                                                                 | Kontuzjowany (K/INJ) |
| Biały                                                                 | Wyścig odwołany (OD/C) |
| Bez koloru                                                            | Został wycofany (WYC/WD) |
| Bez koloru                                                            | Nie przybył (NP/DNA) |
| Bez koloru                                                            | Nie brał udziału w treningach (NT/DNP) |
| Bez koloru                                                            | Nie został zgłoszony (–) |
| Pogrubienie                                                           | Start z pole position |
| Kursywa                                                               | Najszybsze okrążenie wyścigu |
| †                                                                     | Nie ukończył, ale jego rezultat został zaliczony ze względu na przejechanie więcej niż 90% dystansu wyścigu.                              |
| *                                                                     | Sezon w trakcie |
| 1/2/3                                                                 | Punktowana pozycja w sprincie kwalifikacyjnym                                                                                             |
| Lista systemów punktacji Formuły 1                                    | |

| Pozycja | Kierowca            | BRA | IMO | ESP | AUT | MCO | NÜR | UK | FRA | HOC | HUN | BEL | MON | Punkty |
| ------- | ------------------- | --- | --- | --- | --- | --- | --- | -- | --- | --- | --- | --- | --- | ------ |
| 1       | Sébastien Bourdais  | 14  | 1   | 3   | NU  | 1   | 1   | 2  | 2   | NU  | 3   | 2   | NU  | 56     |
| 2       | Giorgio Pantano     | 8   | 3   | 1   | 4   | NU  | NU  | 4  | 3   | 1   | 2   | 1   | 3   | 54     |
| 3       | Tomáš Enge          | NU  | 6   | 2   | 1   | 3   | 13  | 1  | 1   | NU  | DK  | 4   | 2   | 50     |
| 4       | Björn Wirdheim      | 5   | 7   | 8   | 2   | NU  | 6   | 6  | NU  | 2   | 4   | NU  | 1   | 29     |
| 5       | Ricardo Sperafico   | 7   | 14  | 9   | 8   | 5   | 2   | 3  | 15  | 6   | 5   | 3   | 4   | 22     |
| 6       | Rodrigo Sperafico   | 1   | 2   | 7   | 12  | NU  | 8   | 9  | 8   | 3   | NU  | 12  | 8   | 20     |
| 7       | Mário Haberfeld     | 2   | NU  | 5   | 3   | 6   | NU  | NU | 5   | 4   | NU  | 14  | 9   | 18     |
| 8       | Antônio Pizzonia    | 4   | 4   | 10  | 7   | 4   | 3   | 5  | 4   | NU  | NU  | NU  | DK  | 18     |
| 9       | Enrico Toccacelo    | 6   | 12  | 6   | 6   | NU  | NU  | 8  | 6   | NU  | 1   | NU  | NU  | 14     |
| 10      | Patrick Friesacher  | 10  | 5   | 11  | 5   | 2   | 4   | 7  | 7   | NU  | 6   | 16  | NU  | 14     |
| 11      | Ricardo Maurício    | 3   | NU  | 4   | 15  | 7   | 9   | NU | 10  | NU  | 11  | 5   | NU  | 9      |
| 12      | Nicolas Kiesa       | 15  | 8   | NU  | 10  | NU  | 10  | 10 | NU  | NU  | NU  | 6   | 5   | 3      |
| 13      | Tiago Monteiro      | 9   | 10  | NU  | 16  | NU  | NU  | 13 | 9   | 5   | 13  | NU  | 10  | 2      |
| 14      | Rob Nguyen          | 13  | 11  | 14  | 9   | NU  | 5   | 15 | 11  | 11  | 10  | 15  | NU  | 2      |
| 15      | Zsolt Baumgartner   | NU  | 9   | NU  | 11  | NU  | 12  | 14 | 12  | 8   | 7   | 8   | 6   | 1      |
| 16      | Thed Björk          |     |     |     |     |     |     |    | NU  | 7   | 8   | 13  | 7   | 0      |
| 17      | Derek Hill          |     |     |     |     |     |     | NU | NU  | 9   | NU  | 7   | NU  | 0      |
| 18      | Justin Keen         |     |     |     |     |     |     |    |     |     | 9   | 9   | NU  | 0      |
| 19      | Kristian Kolby      |     |     |     |     |     |     |    |     |     | 12  | 10  | 11  | 0      |
| 20      | Alex Müller         | 11  | NU  | NU  | 13  | DK  | NU  | 11 | 14  | NU  |     |     |     | 0      |
| 21      | Tony Schmidt        | 16  | NU  | 13  | 14  | NU  | NU  | NU | 13  | NU  | 14  | 11  | 12  | 0      |
| 22      | Alexandre Sperafico | NU  | 15  | 15  | NU  | NU  | 11  | NU | NU  | NU  |     |     |     | 0      |
| 23      | Ryan Briscoe        | 12  | 13  | 12  | 17  | NU  | NU  | 12 |     |     |     |     |     | 0      |
| 24      | David Saelens       | NU  | NU  | 16  | NU  | NU  |     |    |     |     |     |     |     | 0      |
| Pozycja | Kierowca            | BRA | IMO | ESP | AUT | MCO | NÜR | UK | FRA | HOC | HUN | BEL | MON | Punkty |

Uwagi:
- pogrubienie – pole position
- kursywa – najszybsze okrążenie

## Klasyfikacja zespołów
| Pozycja | Zespół                  | BRA | IMO | ESP | AUT | MCO | NÜR | UK | FRA | HOC | HUN | BEL | MON | Punkty |
| ------- | ----------------------- | --- | --- | --- | --- | --- | --- | -- | --- | --- | --- | --- | --- | ------ |
| 1       | Arden International     | 2   | 1   | 6   | 16  | 4   | 1   | 11 | 10  | 6   | 3   | 3   | 16  | 79     |
| 2       | Coloni F3000            | 1   | 4   | 11  | 4   | -   | -   | 3  | 5   | 10  | 16  | 10  | 4   | 68     |
| 3       | Super Nova Racing       | 0   | 10  | 4   | 0   | 10  | 10  | 6  | 6   | 2   | 4   | 6   | 0   | 58     |
| 4       | Petrobras Junior Team   | 3   | 3   | 0   | 0   | 5   | 10  | 6  | 3   | 1   | 2   | 4   | 3   | 40     |
| 5       | Red Bull Junior Team    | 4   | 2   | 3   | 2   | 6   | 3   | 0  | 0   | -   | 1   | 2   | -   | 23     |
| 6       | Durango Formula         | 10  | 6   | 0   | 0   | -   | 0   | 0  | 0   | 4   | 0   | 0   | 0   | 20     |
| 7       | Team Astromega          | 6   | 0   | 2   | 4   | 1   | 2   | 0  | 2   | 3   | 0   | 0   | 0   | 20     |
| 8       | PSM Racing Line         | 0   | 0   | 0   | 0   | -   | 0   | 0  | 0   | -   | 0   | 1   | 2   | 3      |
| 9       | Coca-Cola Nordic Racing | 0   | 0   | 0   | 0   | -   | 0   | 0  | 0   | 0   | 0   | 0   | 1   | 1      |
| 10      | European Minardi F3000  | -   | 0   | 0   | -   | -   | 0   | 0  | 0   | -   | 0   | 0   | 0   | 0      |
| Pozycja | Zespół                  | BRA | IMO | ESP | AUT | MCO | NÜR | UK | FRA | HOC | HUN | BEL | MON | Punkty |